# ميناء جنوة
ميناء جنوة (بالإيطالية: Porto di Genova) هو ميناء إيطالي كبير على البحر الأبيض المتوسط. يبلغ حجم التبادل التجاري فيه 51.6 مليون طن، وهو ميناء مزدحم بحمولة البضائع. ويُستخدَم الميناء أيضا كمحطة تفكيك واختير أيضًا كمنفذ.

## السمات الهيكلية
ميناء جنوة يُغطِّي مساحة حوالي 700 هكتار برًّا و500 هكتار بحرًا، ويمتد لأكثر من 22 كيلومترًا على طول الساحل، مع 47 كيلومترًا من الطرق البحرية وعلى بُعد 30 كيلومترًا من الأرصفة النشطة.

## المنارات
هناك منارتان رئيستان في الميناء، هما: منارة الفانوس التاريخي وطولها 76 مترًا (249 قدمًا)، والمنارة الأخرى هي منارة بونتو فاغنو الواقعة على المدخل الشرقي للميناء.